# La muchacha del circo
La muchacha del circo es una película en blanco y negro argentina dirigida por Manuel Romero sobre su propio guion que se estrenó el 5 de mayo de 1937 y que tuvo como protagonistas a Luis Arata, Irma Córdoba y Rosa Rosen.

## Sinopsis
Las situaciones melodramáticas que afectan a los personajes integrantes de un circo.

## Reparto
Intervinieron en el filme los siguientes intérpretes:
- Luis Arata ... Ettore Rivolta
- Irma Córdoba ... Rosita
- León Zárate ... Sanson
- Delfina Jouffret ... Raquel
- Gerardo Blanco ... Roberto
- Héctor Cataruzza
- Rosa Rosen ... la bailarina
- Roberto Blanco ... el alambrista
- Vicente Forastieri ... el bailarín
- Gonzalo Palomero ... el tony

## Comentario
Roland opinó en Crítica sobre el filme:

"Letra de tango. Situaciones de folletín. Recursos de sabor añejo. Ambientes con marcado olor a naftalina... En medio de un balbuceante conjuro de valores, se insinúa una narración discretamente cinematográfica"